# Ewangelia Marcjona
Ewangelia Marcjona (również Ewangelia Pana) – utwór przypisywany Marcjonowi, chrześcijańskiemu herezjarsze z II w, interpretowany jako alternatywa dla później uznanych przez Kościół za kanoniczne ewangelii. 
Według Ojców Kościoła oraz większości współczesnych badaczy Ewangelia Marcjona jest apokryfem i stanowi adaptację Ewangelii według św. Łukasza dostosowaną do doktryny marcjonizmu. Jest krótsza od Łk o około 1/3. Ewangelia pomija opisaną w Ewangelii Łukasza historię dzieciństwa Jezusa, i zaczyna się od zstąpienia Jezusa do synagogi w Kafarnaum. Pomija też fragmenty o związkach Jezusa ze Starym Testamentem, na przykład powoływanie się na proroków.
Adolf von Harnack uważał, że według Marcjona istniała tylko jedna Ewangelia - dana przez Jezusa św. Pawłowi i tej najbliższa była właśnie Ewangelia Marcjona.
XIX-wieczna katolicka szkoła Tübingen twierdziła, że twierdzenia Marcjona mogły być słuszne - Ewangelia Marcjona jest wcześniejsza, a Łukaszowa wywodzi się od niej. Poglądy te popierał także John Knox w wydanej w 1942 pracy Marcion and the New Testament. Istniała też hipoteza, że obie te ewangelie mogły mieć wspólne źródło. Obie te teorie zostały (według M. Starowieyskiego) odrzucone przez współczesnych badaczy.
Utwór nie zachował się w całości, został jednak zrekonstruowany na podstawie polemicznych pism Tertuliana i Epifaniusza.